# Manuel Beltrán
Pour les articles homonymes, voir Beltran.
Beltrán  Martinez est un nom espagnol. Le premier nom de famille, en général paternel, est Beltrán ; le second, en général maternel, souvent omis, est Martinez.
Manuel Beltrán Martinez (né le 28 mai 1971 à Jaén) est un coureur cycliste professionnel espagnol. Il passe professionnel en 1995.

Avec Lance Armstrong, il fait partie des coureurs qui se seraient dopés à l'EPO en 1999. 

Bon grimpeur, il se signale surtout comme un équipier précieux de Lance Armstrong à partir de 2003. 

## Dopage
En 2005, son nom est cité par le Journal du Dimanche, qui révèle que des échantillons testés par le laboratoire de dopage de Châtenay-Malabry ont démontré l'utilisation d'EPO lors du prologue du Tour de France 1999,.
Il est contrôlé positif à l'EPO lors du Tour de France 2008, ce qui met un terme à sa carrière. 
En 2013, le rapport d'une commission d'enquête sénatoriale française sur l'efficacité de la lutte contre le dopage a révélé que des analyses réalisées en 2004 mettent en évidence la présence d'EPO dans son urine  lors du Tour de France 1998.

## Palmarès

### Palmarès amateur
- 1994
  - Classement général du Tour de Lleida
  - 4e étape du Tour du Béarn-Aragon (contre-la-montre)
  - 2e du Tour d'Estrémadure
  - 3e du Tour de Navarre

### Palmarès professionnel
- 1997
  - Clásica a los Puertos de Guadarrama
- 1999
  - Tour de Catalogne :
    - Classement général
    - 7e étape (contre-la-montre)

  - 2e du Mémorial Manuel Galera
  - 7e du Tour d'Espagne
- 2001
  - 3e de la Semaine catalane
  - 3e du Tour de Castille-et-León
  - 8e du Tour de Suisse
- 2002
  - 2e du Mémorial Manuel Galera
  - 3e de l'Escalade de Montjuïc
  - 9e du Tour d'Espagne
- 2003
  - 4e étape du Tour de France (contre-la-montre par équipes)
  - 3e du Tour d'Aragon
  - 6e du Tour d'Espagne
- 2004
  - 4e étape du Tour de France (contre-la-montre par équipes)
  - 1re étape du Tour d'Espagne (contre-la-montre par équipes)
  - 10e de la Flèche wallonne
- 2005
  - 4e étape du Tour de France (contre-la-montre par équipes)
  - 8e du Tour de Romandie
- 2006
  - 9e du Tour d'Espagne
- 2007
  - 2e étape du Tour du Pays basque
  - 8e du Critérium du Dauphiné libéré
  - 9e du Tour d'Espagne
- 2008
  - 1reb étape de la Semaine internationale Coppi et Bartali (contre-la-montre par équipes)

## Résultats sur les grands tours

### Tour d'Espagne
11 participations
- 1995 : 41e
- 1998 : 13e
- 1999 : 7e
- 2000 : abandon (20e étape)
- 2001 : 19e, vainqueur de la 1re étape (contre-la-montre par équipes)
- 2002 : 9e
- 2003 : 6e
- 2004 : 13e,  maillot or pendant 3 jours
- 2005 : abandon (13e étape)
- 2006 : 9e
- 2007 : 9e

### Tour d'Italie
4 participations
- 1996 : 28e
- 2001 : abandon (14e étape)
- 2002 : 52e
- 2006 : 22e

### Tour de France
9 participations
- 1997 : 14e
- 1998 : abandon (17e étape)
- 1999 : abandon (16e étape)
- 2000 : 11e
- 2003 : 14e, vainqueur de la 4e étape (contre-la-montre par équipes)
- 2004 : 46e, vainqueur de la 4e étape (contre-la-montre par équipes)
- 2005 : abandon sur chute (12e étape), vainqueur de la 4e étape (contre-la-montre par équipes)
- 2007 : 18e
- 2008 : exclu à l'issue de la 7e étape en raison d'un contrôlé positif à l'EPO